# Maria de Médici
Maria de Médici (em italiano:  Maria de' Medici; Florença, 26 de abril de 1575 – Colônia, 3 de julho de 1642) foi a segunda esposa do rei Henrique IV e rainha consorte da França de 1600 até 1610, além de regente durante a menoridade de seu filho Luís XIII, entre 1610 e 1614, permanecendo  no poder até 1617. Era filha de Francisco I de Médici, Grão-Duque da Toscana com sua primeira esposa, a arquiduquesa Joana da Áustria.

## Início de vida

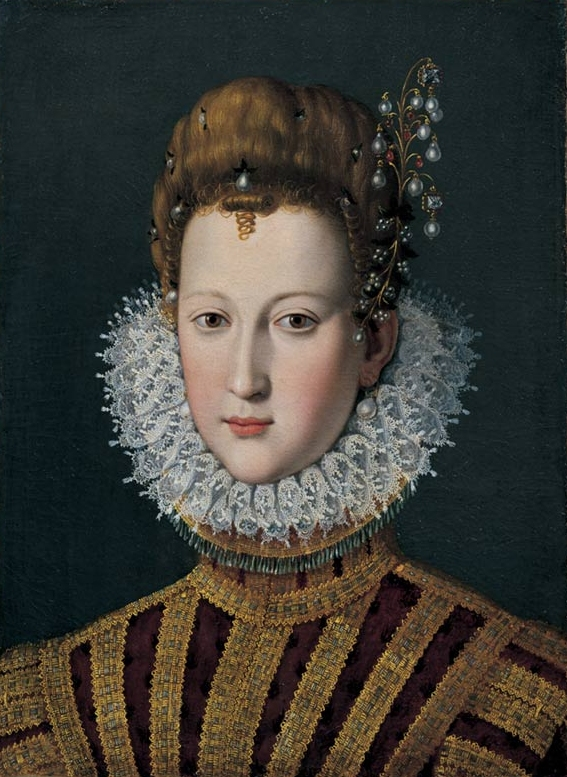
Maria em sua juventude
Retrato de Santi di Tito, 1597

Era a sexta filha de Francisco I de Médici, Grão-duque da Toscana, e de Joana de Habsburgo, Grã-Duquesa da Toscana e Arquiduquesa de Áustria. Maria teve uma infância despreocupada até 1578, quando sua mãe morreu. Com a morte de sua esposa o Grão-Duque casou-se com sua amante, Bianca Cappello. A partir daí, Maria de Médici tornou-se triste e solitária, no Palácio Pitti.
Tinha por companhia apenas seus irmãos, Leonor, Ana e Filipe. Entretanto, Filipe morreu em 1583 e Ana em 1584. Leonor abandonou a Toscana para tornar-se duquesa de Mântua, casando-se em 1584 com Vicente I Gonzaga, duque de Mântua. Sendo a única filha que restou do primeiro casamento do Grão-Duque, Maria sentia-se muito sozinha. Seu consolo foi a presença de seu primo Virgílio Orsini, e de sua amiga Leonora Galigai, que era sua irmã de leite.
Em outubro de 1587, Maria ficou sob a tutela de seu tio, Fernando I, grão-duque da Toscana, sucessor de Francisco I que morreu em 19 de outubro de 1587. Fernando I desistiu de ser cardeal e casou-se com Cristina de Lorena, que teve uma relação conflituosa com Maria.
À espera de um possível casamento, Maria tornou-se uma menina dedicada ao estudo, aprendendo história, matemática, a arte do desenho, escultura e música. Ela herdou de seu pai o amor pela ciência; era apaixonada por jóias e pedras preciosas, e por isso também aprendeu a distinguir as verdadeiras das falsas.

## Casamento

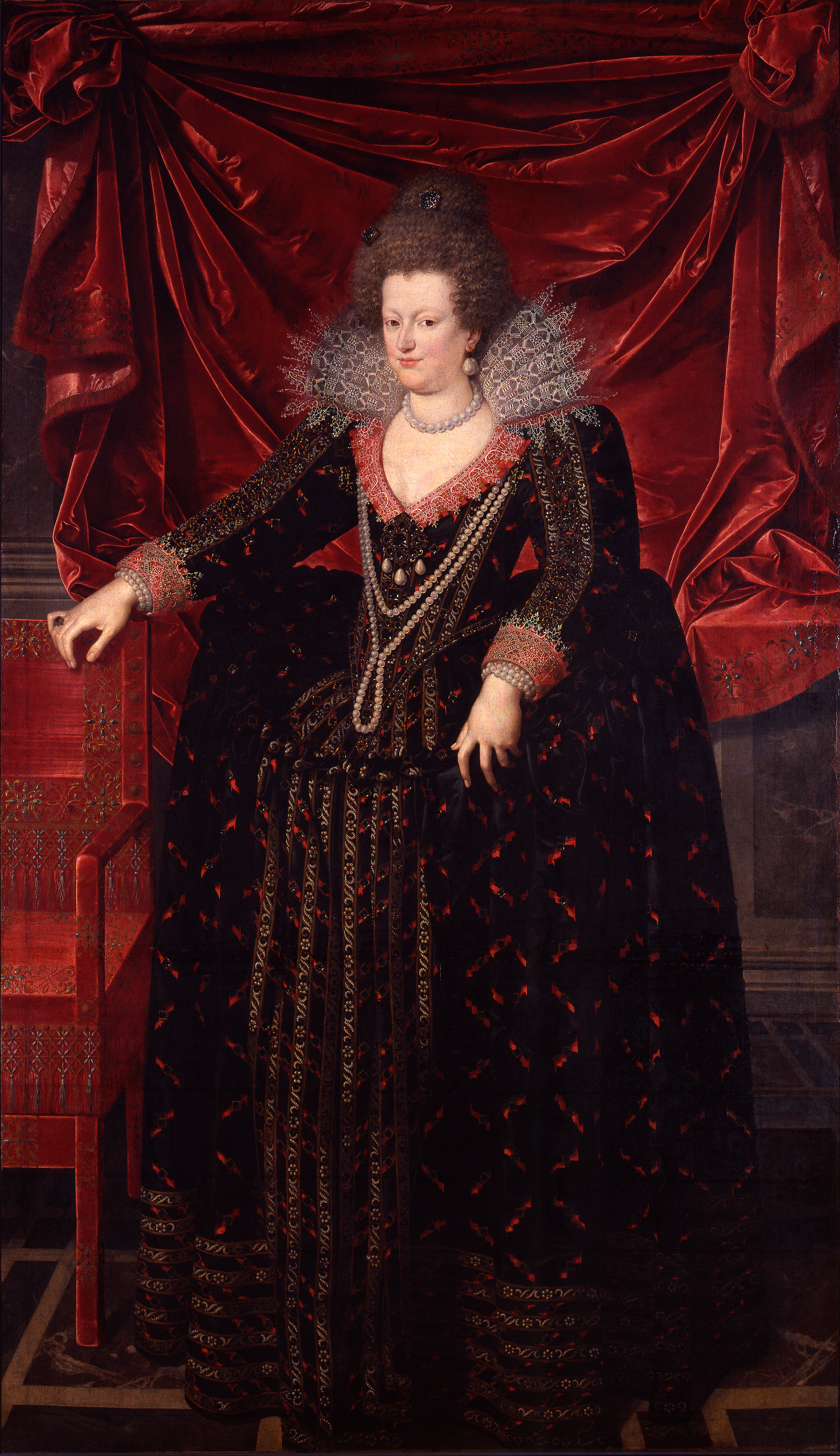
Maria de Médici, por Frans Pourbus, o Jovem.

Seu tio, Fernando I, desejava fortalecer os laços entre a França e a Toscana, por isso começou-se a negociar o casamento de Maria de Médici com o Rei da França, Henrique IV, que acabara de anular seu primeiro casamento com a "Rainha Margot".
Henrique IV de França precisava casar-se urgentemente, devido, principalmente, às preocupações financeiras e dinásticas do Reino. Os Médici, credores do Rei da França, prometeram um dote de 600 000 coroas, o que fez Maria de Médici ser apelidada de "Grande Banqueira".
Em 25 de abril de 1600 o contrato de casamento foi assinado no Palácio Pitti. Aconteceu então uma troca de retratos, presentes e cartas de amor. Em 5 de outubro de 1600 foi celebrado o casamento por procuração, na Catedral de Santa Maria del Fiore. O Grão-Duque Fernando fez o papel do noivo na troca de alianças.
Em 19 de outubro, junto com a Grã-Duquesa Cristina e com sua irmã Leonor de Médici, Duquesa de Mântua, Maria de Médici partiu de Livorno em direção a Marselha.
Sua chegada em Marselha teve um grande impacto. Duas mil pessoas formavam seu séquito. Antonieta de Pons, Marquesa de Guercheville e dama de honra da rainha, foi encarregada de recebê-la em Marselha. Após o desembarque, Maria de Medici e seu marido reuniram-se em Lyon, onde passaram a noite de núpcias. A Grã-Duquesa da Toscana e a Duquesa de Mântua embarcaram de volta a Itália.

### Rainha da França

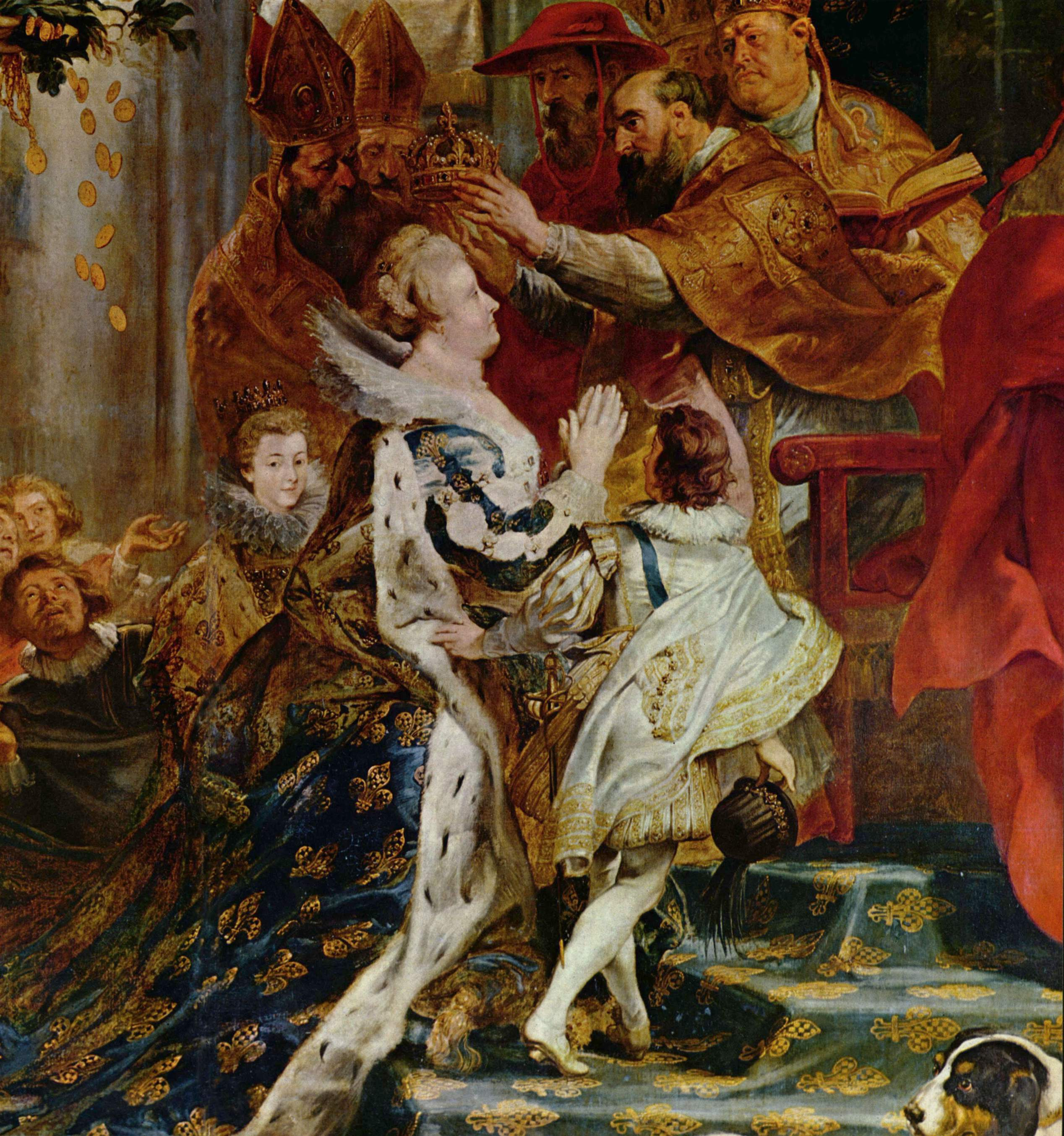
Coroação de Maria de Médici
Peter Paul Rubens, 1622-1625

Chegando em Paris, a rainha ficou chocada ao descobrir que seu marido tinha uma amante, Henriqueta de Entragues, Marquesa de Verneuil. Influenciada por Leonora Galigai, a rainha teve boas maneiras em relação à Marquesa de Verneuil. Isto fez Leonora cair nas graças do rei, e este deu-lhe o título de Dama de Honra da Rainha, e casou-a com Concino Concini, um aventureiro que veio da Itália e vivia na esteira de Maria de Médici.
Em 27 de setembro de 1601 nasceu o primeiro filho do casal, o Delfim Luís, o que causou grande alegria ao Rei e a todo o reino, porque durante quarenta anos era aguardado o nascimento de um herdeiro ao trono. Maria de Médici continuou seu papel como esposa e deu outros cinco filhos a Henrique IV. Em 1605, quando a situação entre o Rei e sua amante estava desmoronando, Margarida de Valois, a primeira esposa de Henrique IV, regressou a Paris. Ela e Maria de Médici tornaram-se boas amigas e Margarida ajudou-a a restaurar a antiga etiqueta da corte, devolvendo ao Palácio do Louvre seu antigo esplendor. Margarida tinha um grande afeto materno pelo Delfim Luís, e ao morrer nomeou-o como seu herdeiro.
Nem sempre Maria de Médici se dava bem com Henrique IV. Extremamente ciumenta, não podia suportar as aventuras extraconjugais do marido; além disso, Henrique IV obrigava-a a conviver com suas amantes e negava-lhe o dinheiro necessário para manter todas as necessidades que sua posição de Rainha exigia. As discussões entre eles eram frequentes, seguidas de um relativo período de calma.
Maria de Médici queria ser oficialmente coroada como rainha da França, mas Henrique IV, por diferentes razões políticas, sempre adiava a cerimônia. Em maio de 1610, Maria de Médici foi nomeada regente, com Conselho de 15 pessoas, quando seu marido Henrique IV se preparava para conduzir uma expedição contra a Alemanha, os espanhóis e imperialistas. Ela foi coroada rainha em Saint-Denis, fazendo sua entrada oficial em Paris no dia 13 de maio de 1610. No dia seguinte, Henrique IV foi assassinado.

## A Regência (1610–1617)
Duas horas depois do assassinato de Henrique IV em 14 de maio de 1610, o duque de Epernon foi ao Parlamento e conseguiu que Maria de Médici fosse declarada regente, pois Luís XIII tinha nove anos. A política de Henrique IV, que se tivesse vivido teria lutado cada vez mais por assegurar alianças com os Estados protestantes, foi substituída por uma política católica. Ela destituiu os conselheiros do rei, mas não conseguiu impor a obediência aos nobres. Para recuperar o poder da França não encontrou nenhuma solução melhor do que fazer a paz com a Espanha, e seu primeiro passo nessa direção foi começar a planejar um casamento entre seu filho e a primogênita de Felipe III de Espanha.
A política da Rainha gerou muitos descontentamentos. Por um lado, os protestantes ficaram apreensivos com a aproximação de Maria com a Sua Majestade Católica, o Rei de Espanha, Felipe III; por outro lado, Maria de Medici tentou fortalecer o poder da monarquia com o apoio de pessoas como Concino Concini e sua esposa Leonora Galigai, que não eram bem vistos por alguns nobres franceses. Aproveitando o enfraquecimento causado pela regência, os nobres das grandes famílias, liderados pelo Príncipe de Condé, levantaram-se contra Maria de Médici a fim de obter alguma compensação financeira. Os Príncipes exigiam que Luís XIII não se casasse com Infanta Ana, primogênita de Felipe III de Espanha. Em 1614, a regente convoca os Estados Gerais, como uma concessão aos príncipes. Finalmente, desafiando as suscetibilidades de Condé e dos Protestantes, e para surpresa de todos, Luís XIII casou-se com Ana da Áustria em 28 de novembro de 1615. Para selar ainda mais a paz entre as duas coroas, Maria de Médici casa também sua filha Isabel com o Príncipe Felipe (futuro Felipe IV de Espanha).
Um período de relativa paz segue-se ao casamento de Luís XIII e Ana de Áustria. Um ano após os Estados Gerais, ocorre uma nova rebelião, que termina com o Tratado de Loudun (3 de maio de 1616), que permite que Condé entre para o Conselho do Rei.
Os requisitos do Príncipe de Condé tornam-se tão absurdos que, em 1 de setembro de 1616, ele finalmente é preso e enviado à Bastilha por ordem da Regente. Em 25 de novembro de 1616, Maria de Médici nomeia Richelieu, Bispo de Luçon, como seu Ministro de Guerra e Assuntos Estrangeiros, pondo um fim as revoltas.
Entretanto, a regente e seu filho, o rei, não mantinham boas relações. Luís XIII sentia-se humilhado pela mãe, pois sua maioridade chegou em 1614, mas Maria de Médici declarou que ele era muito fraco para governar, afastou-o do conselho e deixou o poder nas mãos de Concino Concini e Leonora Galigai. Em 24 de abril de 1617, Luís XIII trama a morte de Concino Concini, dá um golpe de estado e toma o poder. Pouco tempo depois Leonora Galigai é decapitada, acusada de bruxaria. O jovem rei, então, exila a Rainha Mãe que, graças à intervenção de Richelieu, recebe permissão para se instalar no Castelo de Blois.

## O Exílio em Blois e o Retorno Político

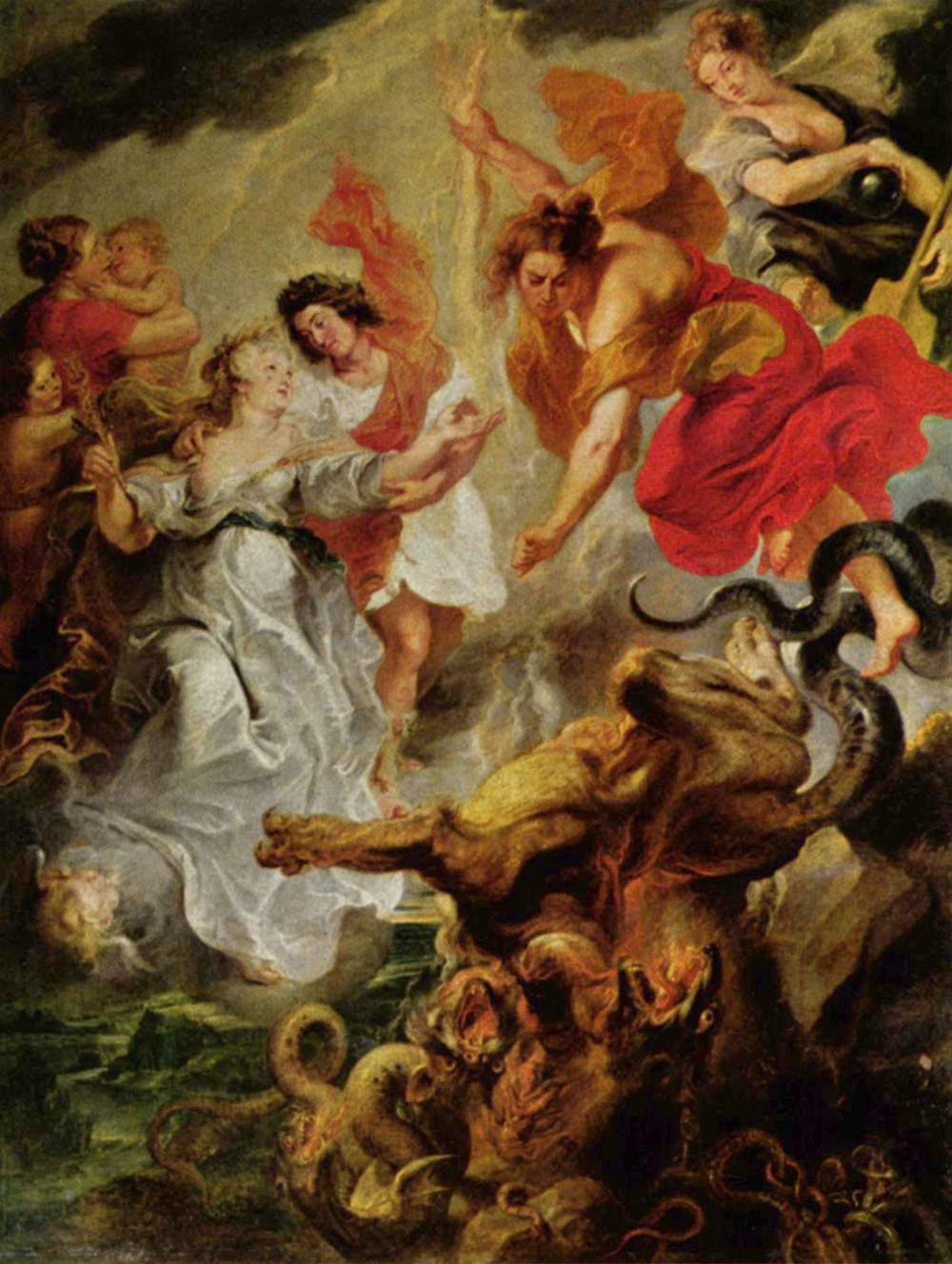
Reconciliação da Rainha Mãe com Luís XIII. Por Peter Paul Rubens

No Castelo de Blois, Luís XIII atendeu a todas as exigências da Rainha-Mãe, exceto levar suas irmãs, Cristina e Henriqueta, para o Castelo. Maria restaurou o castelo e decorou os quartos com móveis e objetos preciosos que mandara trazer do Louvre, convidava cantores e músicos e organizava grandes festas e balés.
Em junho, o Bispo de Luçon, antecipando-se a ordem do rei, deixou Blois e aposentou-se em sua diocese. Maria substituiu-o por Luigi Rucellai, um abade de Florença, ex-favorito de Concini. Mas faltava em Rucellai a capacidade de agir em segredo. Rucellai finalmente encontrou um aliado para a fuga de Maria de Médici, o velho Duque de Épernon.
Durante 1618, Rucellai arranjou a fuga da rainha-mãe. Em 31 de janeiro de 1619 o Duque de Épernon foi para Loches, lugar marcado para seu encontro com a rainha mãe, que no início daquele ano tinha sido vítima de uma nova tirania: ela foi forçada a assinar, a mando de seu filho, um documento permitindo o casamento de filha Cristina com o príncipe Vitor Amadeu, filho do duque de Saboia.
Na madrugada de 22 de fevereiro de 1619, a rainha fugiu de Blois e partiu para Angoulême. A noticia da fuga deixou Luís XIII furioso. Maria tinha o apoio da população, que via nela a viúva do Grande Rei Henrique IV, do Duque de Buillon e de Carlos da Lorena. O Bispo de Luçon retomou o cargo de Chanceler da Rainha Mãe, e foi retirado de seu estado de exílio. Maria reuniu tropas e marchou contra o rei ("Guerra da mãe contra o filho"). Luynes foi forçado a assinar o Tratado de Angoulême, negociado pelo Bispo de Luçon, dando a Maria de Medici o governo do Anjou, ponto de encontro dos descontentes, resolvendo o conflito temporariamente.
Mas a rainha-mãe não ficou satisfeita e voltou a revoltar-se contra rei, desta vez com o apoio dos grandes nobres do reino. As tropas que a apoiavam foram vencidas pelas do rei na batalha de Les Ponts de Cé  em agosto de 1620. Também nesta ocasião, o bispo de Luçon atuou como mediador para o novo acordo, o Tratado de Angers, no qual o rei perdoava sua mãe e os príncipes. Consciente de que ele não poderia impedir as revoltas enquanto Maria de Médici estivesse no exílio, o rei aceitou o seu regresso à corte.
Em 1621, o rei deixou a Rainha Ana como regente e viajou para o sul a fim de apaziguar as revoltas dos huguenotes. Enquanto isto Maria de Médici instalou-se no Palácio de Fontainebleau, esperando que seus aposentos no Palácio do Louvre ficassem prontos. A rainha mãe pretendia reconquistar um lugar no conselho real, mas o Bispo de Luçon aconselhou que ela esperasse para fazer o pedido. Maria de Médici então se concentrou em construir o seu Palácio de Luxemburgo, o qual ela chamava de Palais de Medici.
Com a morte de Carlos de Luynes em 15 de dezembro de 1621, Maria recuperou parte de sua influência e conseguiu que o Bispo de Luçon, recém nomeado Cardeal de Richelieu, fosse admitido no Conselho do Rei em 1624.

## Queda
Em 1625, o Palácio de Luxemburgo, nova residência de Maria de Médici, foi concluído, enriquecido por 24 telas da série l'Histoire de Marie de Médicis, telas feitas pelo pintor alemão Peter Paul Rubens, a pedido da Rainha Mãe. Em 26 de Maio de 1625, o palácio foi inaugurado com uma festa de casamento para a filha mais nova da rainha-mãe, Henriqueta Maria, que se tornou rainha da Inglaterra ao se casar com Carlos Stuart. A Rainha Maria acompanhou sua filha até Amiens, de onde não pôde mais seguir por motivos de saúde. Maria de Médici deu à filha algumas instruções sobre como uma rainha deveria se comportar.
Durante a Conspiração de Chalais, Maria de Médici e Richelieu permaneceram fiéis ao rei, o que acentuou uma parceria entre a rainha-Mãe, o rei e o cardeal. Os três tinham reuniões secretas no Palácio de Luxemburgo, onde eram tomadas as decisões importantes.
Durante alguns anos, Maria não percebeu o poder e a importância que seu protegido vinha adquirindo no reino. Maria de Médici sempre parabenizava o Cardeal pelo seu ótimo desempenho, mas logo surgiram algumas divergências de opiniões entre eles. Quando Richelieu persuadiu o rei a aliar-se ao Duque de Nevers e declarar guerra à Espanha e ao Ducado de Mântua e Monteferrato, Maria se opôs, alegando que a continuação do conflito iria esgotar a França. Durante a Guerra com a Espanha, Maria tentou persuadir o rei a obter a paz com os Habsburgo, mas Luís XIII rejeitava os conselhos de sua mãe em favor do cardeal. Finalmente, depois de várias batalhas, foi assinada a paz com dignidade para ambos os lados. Assim começou a batalha entre a Rainha-Mãe e o Cardeal de Richelieu. Durante a guerra no Ducado de Mântua e Monteferrato a Rainha-Mãe e a Rainha Ana pediram a Luís XIII que afastasse o cardeal, e o rei prometeu que iria fazê-lo assim que acabasse o conflito.
Finalmente, no dia 10 de Novembro de 1630, no Palácio de Luxemburgo, Maria de Médicis convocou o filho, Luís XIII, repreendeu-o e pediu que abandonasse Richelieu. O Cardeal, reconhecendo a importância da entrevista, tentou entrar na sala mas Maria de Médicis tinha ordenado aos guardas que mantivessem as portas trancadas. Entretanto o Cardeal entrou no apartamento da rainha através de uma passagem secreta. Maria ficou furiosa com o insulto e a provocação de Richelieu, e chamou-o de "ingrato" e "traidor." O Cardeal se ajoelhou diante do rei e argumentou. Luís XIII lhe deu as costas e foi para Versalhes, onde possuía um pavilhão de caça. Os cortesãos, acreditando na vitória da Rainha, se inclinavam diante dela. O rei mandou, entretanto, chamar Richelieu, renovou-lhe sua confiança e prometeu jamais se separar dele. Este dia ficou conhecido como O Dia dos Tolos. Vitorioso, Richelieu tornou-se Primeiro-Ministro e Maria de Médici foi exilada na Compiègne. Em vão tentou obter admissão no forte de La Capelle, de onde teria podido ditar termos ao rei.

## Exílio e Morte

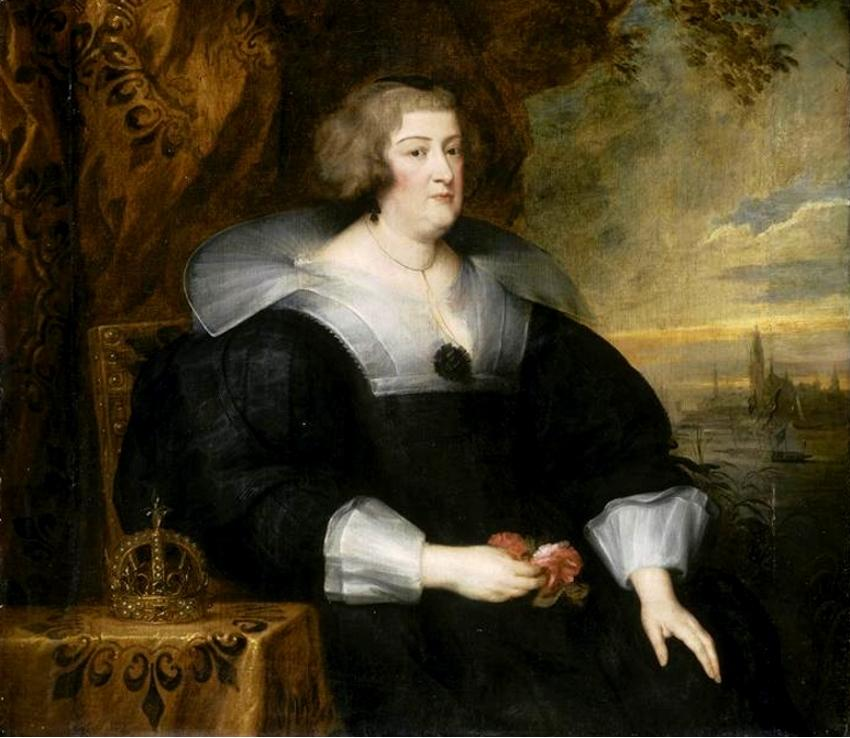
A rainha no exílio, por Antoon van Dyck, c. 1631

Na noite de 19 de julho de 1631, A Rainha-Mãe fugiu para Bruxelas, onde foi bem recebida e acolhida com amizade por Isabel de Habsburgo, que prometeu uma intervenção militar espanhola na França, a fim de ajudar o outro filho de Maria de Médici, Gastão de Orleães, que era pretendente ao trono francês. O Rei de Espanha, porém, recusou ajudá-la. Maria recebeu cartas de Florença, convidando-a a voltar para sua cidade natal, mas ela preferiu continuar em Bruxelas, enviando pela fronteira manifestos que ninguém na França lia. Maria de Médici foi privada de seu status de Rainha da França e, consequentemente, das suas pensões.
Em 1631, ela foi considerada culpada de traição pelo Rei. Maria pediu ao seu filho, Gastão de Orleães, que combatesse o Cardeal incessantemente, e que se aliasse à Espanha. Entretanto seu filho mudou de aliança várias vezes e acabou por firmar a paz com o irmão Luís XIII, em 1634. Mesmo durante a guerra entre a França e a Espanha, Maria não conseguiu melhorias, e acabou perdendo o seu prestígio em Bruxelas, tornando-se uma pessoa incômoda.
Em 1638, a velha rainha partiu para a Inglaterra na esperança de ser ajudada pelo genro Carlos I. Maria foi recebida na corte inglesa com uma pensão substancial. Na Inglaterra era, sendo católica, suspeita aos protestantes. Em 1641, Maria deixou a Inglaterra quando os protestantes exigiram a sua partida.
Inicialmente, a rainha iria para Florença, mas acabou aceitando a hospitalidade de Peter Paul Rubens, e mudou-se para a casa do pintor em Colónia. Na Alemanha, Maria observava impotente o triunfo da política externa de Richelieu, exatamente oposta à que ela desenvolvera na Regência. A velha rainha esperava uma mensagem de "arrependimento" de Luís XIII, mensagem que nunca veio.
No verão de 1642, a rainha ficou doente. O futuro Papa Alexandre VII deu-lhe os sacramentos. Morreu de hipertrofia do coração, erisipela e gangrena em 3 de julho de 1642, poucos meses antes do Cardeal. Após a morte do cardeal, Luís XIII pagou as dívidas da mãe e mandou repatriar o corpo para sepultá-lo na Basílica de Saint-Denis.
A altiva rainha, cujo luxo e esplendor se estampa nas enormes telas de Rubens, detinha moderada fortuna ao morrer. Para fugir, dizem, foi auxiliada pela nora Ana da Áustria, mulher de Luís XIII, que também sofria com a desconfiança do cardeal.

## Descendência

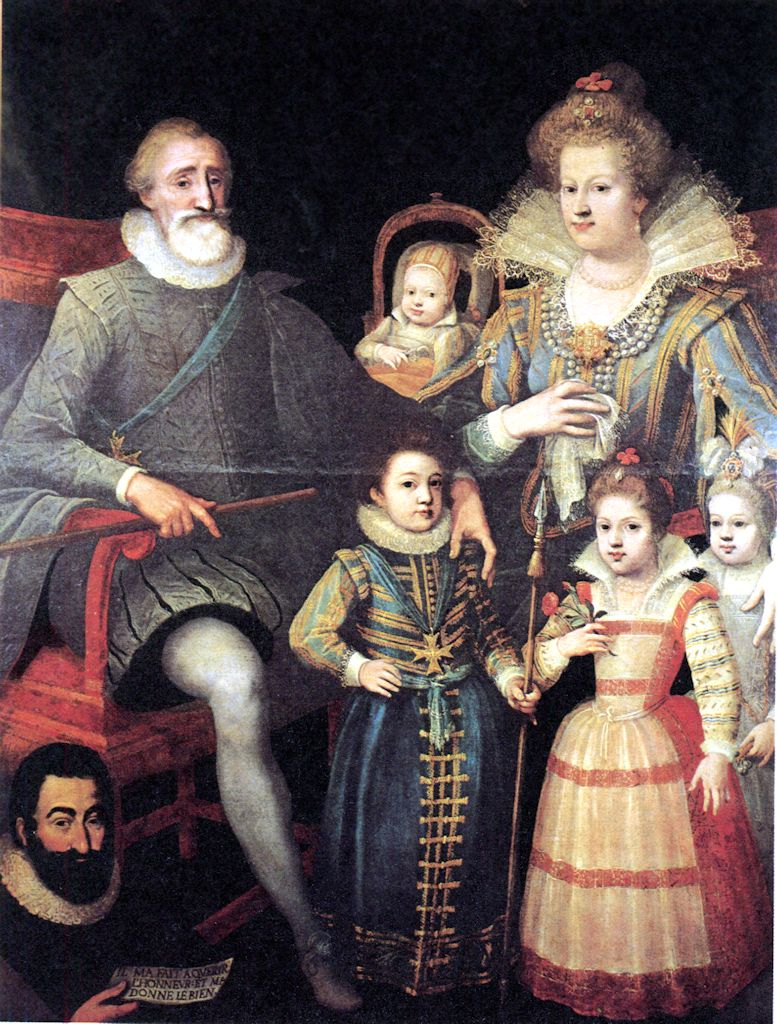
Henrique IV, a família real e Fouquet de Varenne, 1607

Seu casamento com Henrique IV de França em 17 de dezembro de 1600 produziu seis filhos:
- Luís XIII de França (27 de setembro de 1601 – 14 de maio de 1643), sucedeu seu pai como rei da França. Casou-se com a infanta Ana da Áustria, com descendência;
- Isabel da França (22 de novembro de 1602 – 6 de outubro de 1644), casou-se com Filipe IV de Espanha, com descendência;
- Cristina da França (10 de fevereiro de 1606 – 27 de dezembro de 1663), casou-se com Vítor Amadeu I, Duque de Saboia, com descendência;
- Nicolau Henrique, Duque de Orleães (16 de abril de 1607 – 17 de novembro de 1611), morreu na infância;
- Gastão, Duque de Orleães (25 de abril de 1608 – 2 de fevereiro de 1660), casou-se pela primeira vez com Maria de Bourbon, com descendência. Casou-se pela segunda vez com Margarida de Lorena, com descendência;
- Henriqueta Maria de França (25 de novembro de 1609 – 10 de setembro de 1669), casou-se com Carlos I de Inglaterra, com descendência.